# Tramm (Lauenburg)
Tramm ist eine Gemeinde im Kreis Herzogtum Lauenburg in Schleswig-Holstein.

## Geographie

### Geographische Lage
Das Gemeindegebiet von Tramm erstreckt sich im südöstlichen Teil des Naturraums Ostholsteinisches Hügel- und Seenland (Haupteinheit Nr. 702) in ländlicher Umgebung im Lauenburgischen etwa auf halber Strecke zwischen den Städten Mölln und Schwarzenbek. Der Hornbeker Mühlenbach markiert in Teilen die nördliche als auch östliche Grenze der Gemarkung.

### Gemeindegliederung
Die Gemeinde besteht siedlungsgeographisch aus dem Dorf gleichen Namens als einzigem amtlich erfassten Wohnplatz.

### Nachbargemeinden
Unmittelbar angrenzende Gemeindegebiete von Tramm sind:
|          | Niendorf a. d. St.                          |                      |
| Talkau   | Kompassrose, die auf Nachbargemeinden zeigt | Woltersdorf, Hornbek |
| Kankelau | Roseburg                                    |                      |

## Geschichte
Das Dorf wurde im Ratzeburger Zehntregister von 1230 zum ersten Mal urkundlich erwähnt. 1465/68 gelangte es mit den Besitzungen der Ritterfamilie von Ritzerau zu Lübeck. Im Jahre 1747 wurde der Ort durch einen Vergleich in Hannover als Lübecker Besitz bestätigt und gehörte bis 1937 als Exklave zur Hansestadt Lübeck. Durch das Groß-Hamburg-Gesetz kam Tramm 1937 zum Kreis Herzogtum Lauenburg. Die Stadt Lübeck blieb jedoch weiterhin Eigentümerin von ca. 183 Hektar Wald (Trammer Stubben).
Ursprünglich wurde Tramm vom Amt Breitenfelde verwaltet; zum 1. April 2007 trat die Gemeinde dem Amt Büchen bei.

## Politik

### Gemeindevertretung
Bei der Kommunalwahl am 14. Mai 2023 wurden insgesamt neun Sitze vergeben. Von diesen erhielt die Neue Kommunale Wählergemeinschaft Tramm fünf Sitze und die Absolute actions-aktive allgemeine freie Wählergemeinschaft Tramm vier Sitze.

### Wappen
Blasonierung: „In Gold ein sich nach unten in Form eines Tatzenkreuzarmes verbreiternder, schräglinker blauer Balken, oben eine grüne Ranke mit acht Lindenblättern, unten ein grüner Dachfirst mit Wendenknüppeln.“

## Sehenswürdigkeiten
In der Liste der Kulturdenkmale in Tramm (Lauenburg) stehen die in der Denkmalliste des Landes Schleswig-Holstein eingetragenen Kulturdenkmale.

## Verkehr
Durch das Gemeindegebiet (Gemarkung) von Tramm führt die Trasse der Bundesautobahn 24 zwischen den Anschlussstellen Talkau (Nr. 7) und Hornbek (Nr. 8). Erstgenannte bindet den motorisierten Individualverkehr (PKW/LKW) an die Bundesstraße 207 an, welche in nördlicher Richtung nach Mölln führt. In der Ortslage von Talkau zweigt in östlicher Richtung die Kreisstraße 15 ab, die den Verkehr in den zentralen Siedlungsbereich von Tramm und weiter zur schleswig-holsteinischen Landesstraße 200 in Woltersdorf führt.
Der öffentliche Personennahverkehr in die Gemeinde erfolgt mittels Omnibus auf der Linie 8830 des Hamburger Verkehrsverbundes. Diese Relation zwischen dem ZOB in Mölln via Bahnhof Mölln (Lauenburg) und dem Bahnhof Büchen verkehrt tagsüber an Wochentagen im Zweistundentakt. Innerhalb des Gemeindegebiets von  Tramm werden zwei Haltestellen bedient.

## Söhne und Töchter
Luise Klinsmann (1896–1964), erste Senatorin von Lübeck, Landtagsabgeordnete